# Mailfence
Mailfence é um serviço proprietário, de mensagens criptografadas, baseado no padrão OpenPGP, que oferece assinatura de arranque em arranque e assinatura digital. Foi lançado em novembro de 2013, pelo  ContactOffice Group, que gerencia um conjunto colaborativo on-line para profissionais, universidades e outras organizações desde 1999.

## Histórico
Em 2013, logo após as revelações sobre a vigilância em massa global da Internet, os fundadores do ContactOffice Group perceberam que há uma necessidade real de uma plataforma de e-mail que respeite a privacidade e ofereça mecanismos de segurança fáceis de usar. Em março de 2016, a empresa lança a versão beta do seu sistema de criptografia e assinatura digital de ponta a ponta para e-mails.

## Recursos
O Mailfence também oferece as seguintes funções: calendário, contatos, mensagens instantâneas e compartilhamento de documentos.

### E-mail
O serviço oferece POP/IMAP e Exchange ActiveSync. Mas também a possibilidade de usar seu próprio nome de domínio nom de domaine. Os usuários podem enviar e-mail em formato de texto ou rich text, categorizar mensagens em pastas ou com tags, criar assinaturas automáticas e aliases.

### Contatos
Os contatos suportam importação (CSV, vCard, LDIF) e exportação (vCard, CSV, PDF), criação e modificação de contatos. Os usuários podem criar listas de contatos e organizá-las com tags.

### Calendário
```
O calendário suporta a importação e exportação de 
vCal/
iCal
. Os usuários podem compartilhar seu calendário com os membros do grupo, mas também criar pesquisas para facilitar as reuniões.
[
6
]
```

### Documentos
Um espaço de armazenamento de documentos está disponível. Os usuários podem mover arquivos para pastas e categorizá-los com tags. Os documentos podem ser editados online e acessados no WebDAV.

### Grupos
Os grupos permitem que os usuários compartilhem documentos, contatos e calendários com segurança. O administrador do grupo gerencia os direitos de acesso dos vários membros deste; e também pode designar outro membro como co-diretor ou diretor principal do grupo.

## Localização do servidor
Como os servidores do Mailfence estão localizados na Bélgica, então Mailfence está legalmente fora da jurisdição dos EUA obligations de silence e NSL. De acordo com a lei belga, qualquer pedido de supervisão nacional ou internacional deve passar por um tribunal belga.

## Segurança e proteção
Além dos recursos de segurança convencionais (SPF, DKIM, TFA, protection anti-spam, blacklisting), Mailfence oferece os seguintes recursos:

### Criptografia de ponta a ponta
O serviço usa uma implementação de código aberto do OpenPGP (RFC-4880). As chaves privadas são geradas no navegador, criptografadas (via AES-256) com a senha do usuário e armazenadas no servidor14,15. O servidor nunca está ciente da senha do usuário.

### Assinaturas digitais
O serviço permite escolher entre "assinar" e "assinar e criptografar" um e-mail com ou sem anexos.

### Chaves digitais integradas
O serviço fornece um servidor de chaves integrado para chaves clés PGP; e não requer um módulo/extensão de terceiros.

### Interoperabilidade completa do OpenPGP
Os usuários podem se comunicar com qualquer serviço compatível com OpenPGP.